# Eyguières
Eyguières – miejscowość i gmina we Francji, w regionie Prowansja-Alpy-Lazurowe Wybrzeże, w departamencie Delta Rodanu.
Według danych na rok 1990 gminę zamieszkiwało 4481 osób, a gęstość zaludnienia wynosiła 65 osób/km² (wśród 963 gmin regionu Prowansja-Alpy-W. Lazurowe Eyguières plasuje się na 143. miejscu pod względem liczby ludności, natomiast pod względem powierzchni na miejscu 89.).